# 張応昌 (明)
張 応昌（ちょう おうしょう、生没年不詳）は、明末の軍人。本貫は楡林衛。

## 生涯
張承廕の子として生まれた。祖父の張臣の職を嗣いで、指揮僉事となるべきところ、父が陣没したことから、三秩を加増されて都司僉書となった。遼東経略の楊鎬に任用されて左翼游撃をつとめた。1619年（万暦47年）、楊鎬が軍を四路に分けて後金に対して出征させると、応昌は李如柏に従った。1621年（天啓元年）、大同井坪参将に転じ、延綏に転じた。1622年（天啓2年）秋、オルドス部が塞内を侵犯したとき、応昌はこれを防ぐことができず、免官されて帰郷した。督師孫承宗の麾下に召し出され、錦州駐屯を命じられた。1625年（天啓5年）、孫承宗が官を辞し、代わって遼東経略となった高第が松州と錦州の防戦兵器を全て撤去すると、応昌もまた辞職して帰郷した。
1629年（崇禎2年）、応昌は陝西総督の楊鶴に召し出されて定辺鎮将の事務を代行した。オルドス部が侵入すると、応昌は迎撃して120人あまりを斬り、昌平副総兵に抜擢された。楊鶴の推薦により副将として定辺に駐屯した。1631年（崇禎4年）春、農民反乱軍の神一元が保安を落とすと、応昌は左光先とともに神一元を破って斬った。その弟の神一魁が代わってその部衆を率いて、慶陽を包囲した。応昌は杜文煥とともに駆けつけて戦い、慶陽の包囲を破った。不沾泥が米脂を包囲すると、応昌は王承恩とともにこれを撃退した。楊鶴が神一魁を帰順させて、寧塞堡に住まわせたが、その仲間の茹成名を殺してしまった。張孟金・黄友才が恐れて、神一魁を擁して再び反乱した。応昌は延綏巡撫の張福臻の命を受けて騎兵を率いてこれを討ち、1700人あまりを斬首した。黄友才は敗走したが、神一魁は守って下らなかった。この冬、洪承疇が楊鶴に代わって陝西総督となると、応昌は参政の戴君恩や総兵の曹文詔とともに命を受けて神一魁を討った。応昌はたびたび反乱軍を破り、反乱軍は城を棄てて敗走した。応昌は曹文詔とともに駙馬溝で反乱軍を撃破した。翌年春、応昌は黄友才を捕らえた。混天猴が宜君・鄜州を落とし、靖辺を襲撃したので、応昌はこれを追って破り、反乱軍の将の白広恩を射て負傷させた。8月、山西総兵官の馬士麟が病のため免官されると、応昌が都督僉事に抜擢されてこれに代わった。寧武の兵が逃散しているという者がいたため、応昌は部下3000人を率いて寧武に赴いてその兵を従えて、報告した。ときに王之臣が臨県を落とした。その地は黄雲山に隣接しており、楡林河の水がここから出て、黄河にそそいでいた。臨県城は三面が切り立った断崖で、西は河水に阻まれていた。山西巡撫の許鼎臣と宣大総督の張宗衡が兵を率いて攻撃した。反乱軍は現地勢力の田福・田科らと結んでおり、臨県は長らく陥落しなかった。王自用が遼州を落とし、会城に迫ったので、許鼎臣が山西に帰還し、臨県奪回の任はもっぱら応昌が負うことになった。1633年（崇禎6年）春、反乱軍の約福が官軍を攻撃すると、撫標中軍の陳国威が王之臣を逆撃すると偽称して、約福を誘い出して斬り、その首級を城下に掲げ、攻城を急ぐと、臨県の反乱軍は降伏した。
応昌は関中にあって、威名は顕著となったが、このころから反乱軍と戦うのをつとめて避けるようになった。宣大総督の張宗衡が五度檄を飛ばして戦わせようとしたが、応昌は赴かなかったので、朝廷に上奏された。応昌は曹文詔とともに3カ月で反乱を平定するよう求められた。応昌は反乱軍を避けて攻撃せず、良民を殺して功績と偽ったので、巡按御史の李嵩や兵科の祝世美に弾劾された。そこで崇禎帝は近侍を派遣して応昌の軍を監察させた。7月、応昌の部下の兵が鳴謙駅を打ち壊した。監視中官の劉允中は応昌が反乱軍と戦うのを避けていると弾劾したが、崇禎帝は処罰を猶予し、畿南の反乱軍討伐に合流させた。応昌は平山の反乱軍を攻撃し、一番の功績を挙げたと偽って報告した。劉允中と巡按御史の馮明玠や真定巡撫の周堪賡が連名で応昌を弾劾したので、崇禎帝は功績によって贖わせることにした。1634年（崇禎7年）春、応昌は霊宝で反乱軍を追撃して、多少の功績を挙げた。まもなく均州五嶺山で反乱軍を討ち、敗北した。身に一矢を受けて、河南に退却した。弟の張全昌が宣府総兵官となっていたが、宣府から侵入の警報があり、応昌は救援に向かったが、再び功績がなく、解職されて蟄居させられた。
1635年（崇禎8年）、洪承疇が河南に軍を出すと、応昌は私軍を率いて従った。3月、信陽に入った。反乱軍が合流して大挙して陝西に侵入すると、応昌は鄧玘や尤翟文とともに洪承疇の命を受けて漢江の南北を守備した。鄧玘が自殺すると、洪承疇は反乱軍が鳳県の棧道を経由して略陽に侵入するだろうと予測して、応昌と尤翟文に命じて鄖陽から興安・漢中に赴かせ、左光先・趙光遠の諸軍と合流させた。6月になって、艾万年と曹文詔が相次いで戦没し、反乱軍が全軍を挙げて西安に向かったので、洪承疇は応昌と左光先に急報して救援に向かわせた。8月、李自成が咸陽を落とした。2日後、応昌と左光先の兵が到着すると、反乱軍を討って440人あまりを斬り、軍師ひとりを捕らえた。弟の張全昌が敗れて反乱軍にとらえられ、その敗残兵が関中に帰ると、河沿いの州県を略奪して回っていた。山西巡撫の呉甡がかれらを収容して麾下に置くよう応昌に要請したが、応昌はすでに病を得ており、軍を率いることはできなかった。ほどなく死去した。